# Palenque (miasto)
Palenque – miasto w Meksyku, w stanie Chiapas. W 2010 roku liczyło ok. 43 tys. mieszkańców. W pobliżu w dżungli znajduje się stanowisko archeologiczne Palenque, w miejscu dawnego miasta Majów.